# Gadget Show
Gadget Show, The Gadget Show – brytyjski serial telewizyjny koncentrujący się na technologii. W Polsce emitowany był na Discovery Science. Początkowo trwał trzydzieści minut, został przedłużony do czterdziestu pięciu minut, a potem do jednej godziny.

## Prezenterzy
Aktualni prezenterzy
- Jon Bentley
- Jason Bradbury
- Ortis Deley
- Suzi Perry
- Pollyanna Woodward

Byli prezenterzy
- Tom Dunmore – 3 odcinki
- Dallas Campbell – 22 odcinki
- Gail Porter – 7 odcinków (ze względu na cierpienia ciąży pozamacicznej Suzi)
- Dionne South – teraz prezentuje Pokaż Gadget Web TV

## Gadget Show Live
Gadget Show Live to coroczne wydarzenie, które odbywa się w Birmingham's National Exhibition Centre w kwietniu. Pokazuje ekspozycje wszystkich gadżetów roku. Jedną z atrakcji jest Super Teatr, sponsorowany przez firmę Sony. Trwa on godzinę. Prezenterami są Suzi Perry, Jasona Bradbury, Jona Bentley i Ortisa Deley. W 2014 r. widowisko odbywało się między 9 i 13 kwietnia.